# サンデーブレイク
サンデーブレイク (Sunday Break) は、日本生産の、アメリカ合衆国の競走馬、種牡馬。主な勝ち鞍に2002年のピーターパンステークス。

## 経歴
- 特記事項なき場合、本節の出典はEQIBASE[2]

1999年、北海道新冠町のノースヒルズマネジメントで生産されて1歳時にアメリカに送られ、そのままカリフォルニア州のニール・ドライスデール厩舎に入る。
2001年11月25日、ハリウッドパーク競馬場でのメイドン競走でデビューし、3着。サンタアニタ競馬場に移っての2戦目も3着に入り、3戦目で初勝利を挙げる。続く2戦はアローワンス競走を使われて2戦とも勝ち、G1競走初出走となったウッドメモリアルステークスは優勝のブッダ、2着メダグリアドーロに続く3着に入る。ウッドメモリアルステークスののち、ケンタッキーダービーとプリークネスステークスには見向きもせずベルモントステークスを見据えてピーターパンステークスに出走するが、これはかつてドライステール厩舎にいたエーピーインディと同じローテーションであった。中団からレースを進めて上位に進出し、最後は2着パズルメントを1馬身差押さえて優勝。日本産馬によるアメリカの重賞競走勝利は、グレード制導入後では初めてのことであった。迎えたベルモントステークスではサラヴァ、メダグリアドーロに続く3着となった。この後約半年の休養を経て年末のマリブステークスに出走も11頭中の最下位に終わり、4歳となった2003年も4戦して勝てずじまいに終わって、8月に現役を引退した。

## 競走成績
以下の内容は、EQIBASEの情報および記載法に基づく。
| 出走日     | 競馬場           | 競走名            | 格 | 距離   | 頭数 | 枠番 (PP) | 馬番 (Pgm) | 着順 | 騎手              | 斤量（lb./kg換算） | タイム  | 着差          | 勝ち馬/（2着）馬      |
| ---------- | ---------------- | ----------------- | -- | ------ | ---- | --------- | ---------- | ---- | ----------------- | ------------------ | ------- | ------------- | --------------------- |
| 2001.11.25 | ハリウッドパーク | メイドン          |    | ダ6.5f | 06   | 02        | 04         | 02着 | G. スティーヴンス | 119/54             |         | （アタマ）    | Taillevent            |
| 0000.12.26 | サンタアニタ     | メイドン          |    | ダ6f   | 12   | 01        | 02         | 03着 | G. スティーヴンス | 120/54.5           |         | （3馬身）     | Chaos N Confusion     |
| 2002.01.21 | サンタアニタ     | メイドン          |    | ダ7f   | 10   | 03        | 04         | 01着 | G. スティーヴンス | 120/54.5           | 1:23.17 | 4馬身1/2      | （Relentless Seller） |
| 0000.02.22 | サンタアニタ     | アローワンス      |    | ダ8.5f | 05   | 01        | 01         | 01着 | G. スティーヴンス | 118/53.5           | 1:43.00 | 2馬身         | （Raven Power）       |
| 0000.03.27 | アケダクト       | アローワンス      |    | ダ9f   | 05   | 02        | 03         | 01着 | G. スティーヴンス | 122/55.5           | 1:51.48 | 1馬身         | （Tomahawk Lake）     |
| 0000.04.13 | アケダクト       | ウッドメモリアルS | G1 | ダ9f   | 08   | 03        | 03         | 03着 | G. スティーヴンス | 123/55.5           |         | （1/2馬身）   | Buddha                |
| 0000.05.25 | ベルモントパーク | ピーターパンS     | G2 | ダ9f   | 07   | 02        | 02         | 01着 | G. スティーヴンス | 121/55             | 1:48.10 | 1馬身         | （Puzzlement）        |
| 0000.06.08 | ベルモントパーク | ベルモントS       | G1 | ダ12f  | 11   | 05        | 05         | 03着 | G. スティーヴンス | 126/57             |         | （10馬身）    | Sarava                |
| 0000.12.26 | サンタアニタ     | マリブS           | G1 | ダ7f   | 11   | 02        | 03         | 11着 | K. デザーモ       | 119/54             |         | （13馬身1/2） | Debonair Joe          |
| 2003.03.02 | フェアグラウンズ | ニューオーリンズH | G1 | ダ9f   | 11   | 09        | 09         | 03着 | E. プラード       | 115/52             |         | （17馬身1/2） | Mineshaft             |
| 0000.04.06 | サンタアニタ     | アルカディアH     | G2 | 芝9f   | 09   | 07        | 07         | 03着 | C. ナカタニ       | 117/53             |         | （クビ）      | Century City          |
| 0000.05.10 | ハリウッドパーク | マーヴィンルロイH | G2 | ダ8.5f | 08   | 08        | 08         | 04着 | G. スティーヴンス | 117/53             |         | （7馬身）     | Total Impact          |
| 0000.07.04 | ハリウッドパーク | アメリカンH       | G2 | 芝9f   | 05   | 04        | 06         | 04着 | C. ナカタニ       | 117/53             |         | （3馬身3/4）  | Candy Ride            |

## 引退後
翌2004年からケンタッキー州のゲインズウェイファームで種牡馬となり、2007年からはウォルマックファームに、2009年にはアメリカを離れフランスのグランカン牧場、2011年からは同じフランスのラ・エ・ヌーヴ牧場、2015年からは同国のリオン牧場で種牡馬として供用され、さらにバルボティエール牧場に移動したが、移動して間もない2017年3月12日に内臓疾患のために死去した。なお、2015年は103頭に種付けを行ったが、死去の前年2016年は怪我のためほとんど種付けをしていなかった。

### おもな産駒
- 2005年生
  - Never On Sunday / ネヴァーオンサンデー - 2009年イスパーン賞、ほか重賞競走1勝[3]
- 2010年生
  - Frankyfourfingers / フランキーフォーフィンガーズ - 2015年マクトゥームチャレンジラウンド2（首G2）[3]

## 血統表
| サンデーブレイクの血統                       | サンデーブレイクの血統           | サンデーブレイクの血統         | （血統表の出典）               | （血統表の出典） |
| 父系                                         | ミスタープロスペクター系         | ミスタープロスペクター系       | ミスタープロスペクター系       | [ § 2 ]          |
| 父 *フォーティナイナー Forty Niner 1985 栗毛 | 父の父Mr. Prospector 1970 鹿毛   | Raise a Native                 | Native Dancer                  | Native Dancer    |
| 父 *フォーティナイナー Forty Niner 1985 栗毛 | 父の父Mr. Prospector 1970 鹿毛   | Raise a Native                 | Raise You                      |                  |
| 父 *フォーティナイナー Forty Niner 1985 栗毛 | 父の父Mr. Prospector 1970 鹿毛   | Gold Digger                    | Nashua                         | Nashua           |
| 父 *フォーティナイナー Forty Niner 1985 栗毛 | 父の父Mr. Prospector 1970 鹿毛   | Gold Digger                    | Sequence                       |                  |
| 父 *フォーティナイナー Forty Niner 1985 栗毛 | 父の母File 1976 栗毛             | Tom Rolfe                      | Ribot                          | Ribot            |
| 父 *フォーティナイナー Forty Niner 1985 栗毛 | 父の母File 1976 栗毛             | Tom Rolfe                      | Pocahontas II                  |                  |
| 父 *フォーティナイナー Forty Niner 1985 栗毛 | 父の母File 1976 栗毛             | Continue                       | Double Jay                     | Double Jay       |
| 父 *フォーティナイナー Forty Niner 1985 栗毛 | 父の母File 1976 栗毛             | Continue                       | Courtesy                       |                  |
| 母 *キャットクイル Catequil 1990 鹿毛        | 母の父Storm Cat 1983 黒鹿毛      | Storm Bird                     | Northern Dancer                | Northern Dancer  |
| 母 *キャットクイル Catequil 1990 鹿毛        | 母の父Storm Cat 1983 黒鹿毛      | Storm Bird                     | South Ocean                    |                  |
| 母 *キャットクイル Catequil 1990 鹿毛        | 母の父Storm Cat 1983 黒鹿毛      | Terlingua                      | Secretariat                    | Secretariat      |
| 母 *キャットクイル Catequil 1990 鹿毛        | 母の父Storm Cat 1983 黒鹿毛      | Terlingua                      | Crimson Saint                  |                  |
| 母 *キャットクイル Catequil 1990 鹿毛        | 母の母Pacific Princess 1973 鹿毛 | Damascus                       | Sword Dancer                   | Sword Dancer     |
| 母 *キャットクイル Catequil 1990 鹿毛        | 母の母Pacific Princess 1973 鹿毛 | Damascus                       | Kerala                         |                  |
| 母 *キャットクイル Catequil 1990 鹿毛        | 母の母Pacific Princess 1973 鹿毛 | Fiji                           | Acropolis                      | Acropolis        |
| 母 *キャットクイル Catequil 1990 鹿毛        | 母の母Pacific Princess 1973 鹿毛 | Fiji                           | Rififi                         |                  |
| 母系(F-No.)                                  | キャットクイル(CAN)系(FN:13-a)   | キャットクイル(CAN)系(FN:13-a) | キャットクイル(CAN)系(FN:13-a) | [ § 3 ]          |
| 5代内の近親交配                              | Nasrullah 5×5=6.25%              | Nasrullah 5×5=6.25%            | Nasrullah 5×5=6.25%            | [ § 4 ]          |
| 出典                                         | 1. 2. 3. 4.                      | 1. 2. 3. 4.                    | 1. 2. 3. 4.                    | 1. 2. 3. 4.      |

- 半姉に日本でGI競走3勝を挙げたファレノプシス（父ブライアンズタイム）、半弟にキズナ（東京優駿）、近親にビワハヤヒデ、ナリタブライアンなど[12]。